# Pike County (Kentucky)
Pike County is een county in de Amerikaanse staat Kentucky.
De county heeft een landoppervlakte van 2.040 km² en telt 68.736 inwoners (volkstelling 2000). De hoofdplaats is Pikeville.

## Bevolkingsontwikkeling

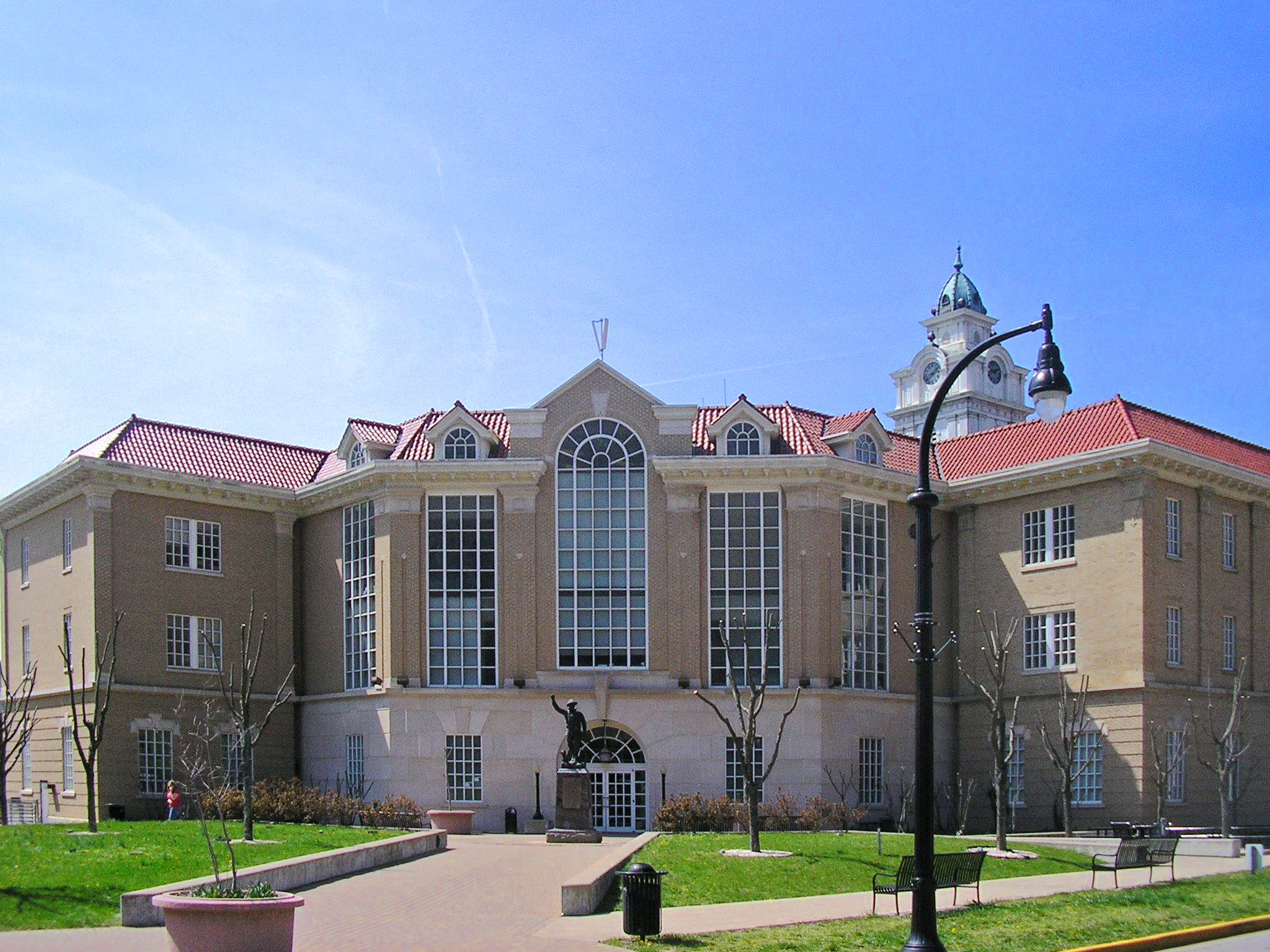
Pike County Courthouse